# Dieter Heise
Dieter Heise (* 11. Mai 1918 in Magdeburg; † 12. September 1999 in Brieske) war ein deutscher Apotheker.

## Leben
Heise wurde als Sohn eines Lehrers geboren. Er bestand 1937 am Magdeburger Domgymnasium sein Abitur und nahm ein Praktikum an der Rats-Apotheke bei Eduard Blell auf. Die Familie lebte in der Herderstraße 11 im Magdeburger Stadtteil Wilhelmstadt. Nachdem er 1939 ein Vorexamen abgelegt hatte, ging er nach Braunschweig und studierte an der Technischen Hochschule Braunschweig Pharmazie. Im Zweiten Weltkrieg geriet er als deutscher Soldat in Kriegsgefangenschaft. Nach seiner Rückkehr arbeitete er in mehreren Apotheken und setzte dann 1948, diesmal an der Freien Universität Berlin sein Studium fort. 1949 schloss er das Studium ab und arbeitete als Apotheker in Haldensleben und Magdeburg. Um 1950 wohnte er wieder in der Herderstraße 11. Es schloss sich 1952/53 eine Arbeit als Produktionsleiter bei Dr. Blell & Co. an.
1953 wurde er dann Leiter im Bereich Pharma-Konfektionierung und Ampullierung sowie des wissenschaftlichen Ärztedienstes beim VEB Fahlberg-List in Magdeburg-Südost. Nachdem er 1957 bei Harald Bräuniger in Rostock mit einer Dissertation zum Thema Untersuchung zur Biosynthese des Ephedrins promoviert hatte, übernahm er 1958 die Leitung der Abteilung für pharmazeutische Forschung des Unternehmens.
Ab 1960 übernahm er jedoch bereits die Leitung der 1958 wieder begründeten Magdeburger Rats-Apotheke. Diese größte Apotheke der Stadt führte er bis zu seiner Pensionierung 1983. In einem Pressegespräch mit der überregionalen Tageszeitung Neue Zeit der Ost-CDU, der er angehörte, blickte der mit dem Titel Oberpharmazierat ausgezeichnete Heise auf das 25-jährige Bestehen der von ihm geleiteten Rats-Apotheke zurück und erwähnte  besonders die dortige individuelle Arzneimittelherstellung und die 1978 erfolgte Modernisierung der Räumlichkeiten für den Apothekennotdienst, insbesondere für den Nachtdienst.
Heise erlangte als Industrie- und Offizinapotheker in Fachkreisen Bekanntheit und gehörte von 1965 bis 1985 als Vertreter der Offizinapotheker dem Zentralen Gutachterausschuß für den Arzneimittelverkehr an. Von 1967 bis 1981 war er Vorsitzender der Gruppe Magdeburg der Pharmazeutischen Gesellschaft der DDR. Er war Inhaber mehrerer Patente, so insbesondere für Appetitzügler und Röntgenkontrastmittel.
Für sein Wirken erhielt er 1964 die Hufeland-Medaille in Gold und 1976 mit der Döbereiner-Medaille die höchste Auszeichnung der Pharmazeutischen Gesellschaft der DDR.